# BEAT☆Net Radio!
BEAT☆Net Radio!(ビート ネットラジオ)は、かつてバンダイビジュアルが運営していたインターネットラジオ配信サイト。2004年4月16日プレオープン、5月21日正式オープン。バンダイビジュアルの商品情報を掲載していた「デジタルビート」が2012年7月30日にバンダイビジュアルコーポレートサイトへ統合されて終了した。

## 概要
バンダイビジュアルが販売促進を目的として提供・制作し、関東・東海・近畿エリアで放送されていたラジオ番組を、放送の入らない地域に向けてインターネット配信することを目的としていた。2004年4月16日のプレオープン時は『まさや&かおりのらぶ×2エモーション』、『美鳥の日々 美鳥のLOVEダイアリー』、『ぽぽらじ』のインターネット再配信を開始。5月21日の正式オープン時は『DearS×DearS＝でぃあ×でぃあ』、『低俗霊DAYDREAM 深小姫のMIDNIGHT DREAM』、『舞-HiMEラジオ 風華学園放送部』のインターネット再配信に加えて、オリジナル番組として『おねがいアワー・みずほ先生の個人授業』が配信開始となった。
当初はバンダイビジュアルの商品情報掲載サイト「デジタルビート」内のネットラジオ配信ページとして運営されていたが、2006年8月18日にリニューアルされ単独ページとしては閉鎖。「デジタルビート」トップページ上の一コンテンツとして継続することになった。
2012年7月時点では『スパロボOGネットラジオ うますぎWAVE』が残るのみだったが、7月30日付けで「デジタルビート」がバンダイビジュアルコーポレートサイトへ統合され、コンテンツとしても消滅した。
番組は無料で視聴できた。地上波放送番組のインターネット再配信において、CM部分は基本的に削除されていた。コーデックはWindows Mediaで、番組によっては動画付きのものもあった。
2005年12月22日からポッドキャスト版として「バンダイビジュアルPodcast」があり、『SWEET BEAT EMOTION』と『真澄・良子のかしましらじおPC』が配信されていた。『真澄・良子のかしましらじおPC』は2006年4月27日まで、『SWEET BEAT EMOTION』は2006年7月21日まで配信していた。

## 配信していた番組
- スパロボOGネットラジオ うますぎWAVE
- ネットでプラネテス
- ぽぽらじ
- 低俗霊DAYDREAM 深小姫のMIDNIGHT DREAM
- まさや&かおりのらぶ×2エモーション
- おねがいアワー・みずほ先生の個人授業
- D.U.P.のWelcome!PARTY☆NIGHT
- エンジェルLOVE
- 美鳥の日々 美鳥のLOVEダイアリー
- 舞-HiMEラジオ 風華学園放送部
- DearS×DearS＝でぃあ×でぃあ
- うた∽かた 夏・メモリー
- ツバサ・クロニクル 由依&美香のぷり☆すて
- BURNING EMOTION 熱きBOX 魂
- Party Radio
- SWEET BEAT EMOTION
- 佳奈・由衣・ゆかりのかしましらじお
- たくろあ航海日誌
- イノヴィ解放同盟
- ぷり☆すて RETURN
- 良子と羽衣の姫様放送局
- あさラジ。
- アリカ&ニナの乙女ちっくレディオ
- 嗚呼、クラスター学園!
- 千葉紗子の地獄探偵局
- すももらじお
- そらいろらじお
- 真名&うっちぃの ギガンティック☆4U
- 小清水亜美のアイカ・アクティブ・アドベンチャー
- ピャパプピーペンピェぷ〜ん
- もえたん リスニングRADIO
- 春香とやよいの弥生式らじお
- true tears こちらチューリップ放送局
- 香菜とあゆみのまよらじ
- 新機動戦記ガンダムW 緑川光の任務、了解
- シゴフミ ㊙日報
- 狂乱家族計画
- ケロロとギロロの地球侵略ラヂオ
- コードギアス はんぎゃく日記
- くろかみ 〜Radioシステム〜
- こじからじお
- 超アニメ研究ステーション えもらぼ
- 宇宙（そら）をかけるラジオ
- 宇宙かけTV WEBをかけるMAKO!